# Megatropis immaculata
Megatropis immaculata är en insektsart som beskrevs av Frederick Arthur Godfrey Muir 1913. Megatropis immaculata ingår i släktet Megatropis och familjen Derbidae. Inga underarter finns listade i Catalogue of Life.